# FROG

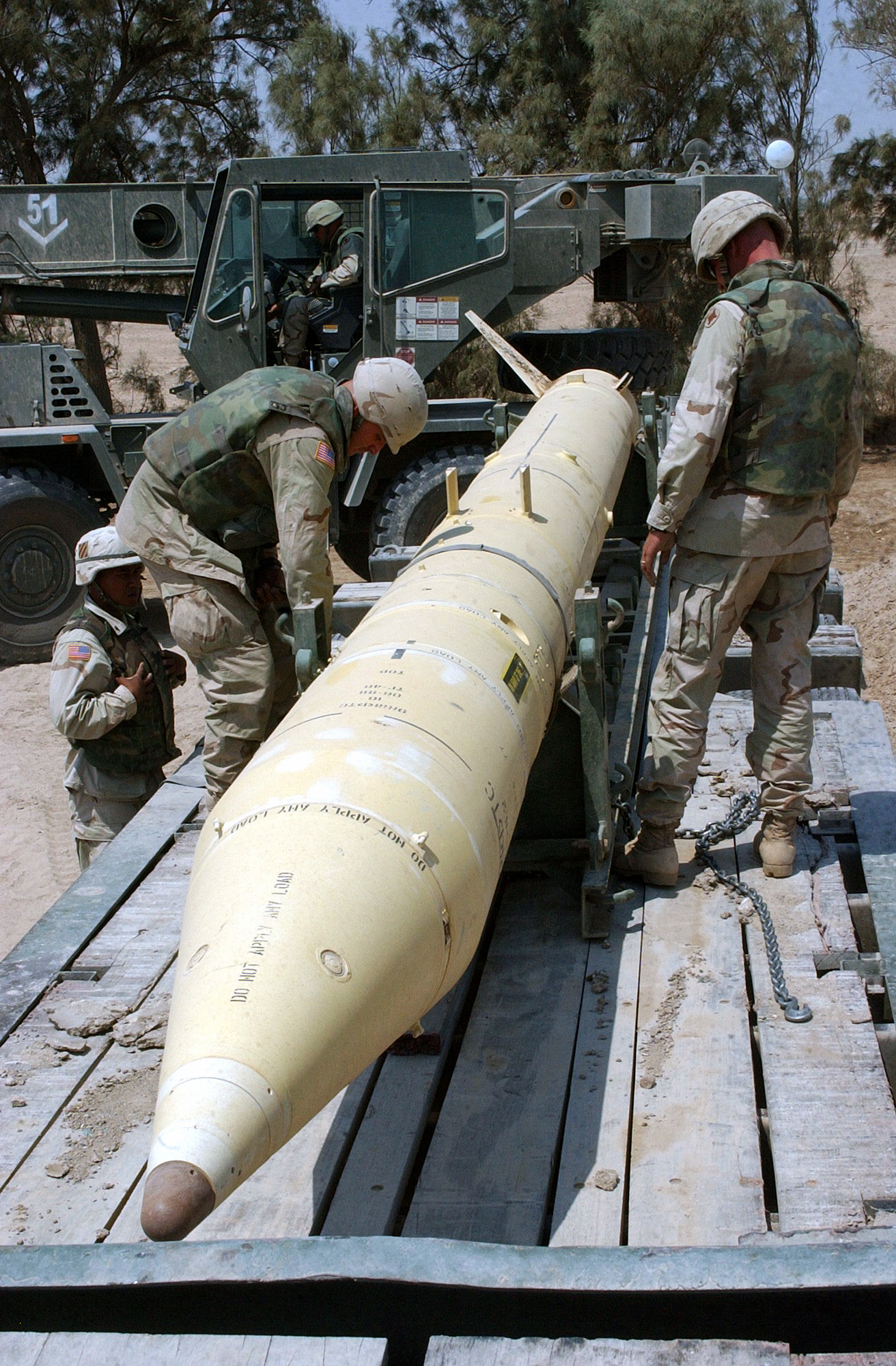
Vista frontale di un FROG-7

FROG (Free Rocket Over the Ground) è una famiglia di razzi a volo libero (cioè non guidato) per impiego terrestre, usati dalle forze armate sovietiche e di numerosi alleati. Individuati in sette versioni principali, sono stati introdotti in servizio a partire dagli anni cinquanta. Le ultime versioni sono ancora in servizio in diversi Paesi. L'equivalente americano a questo razzo era l'MGR-1 "Honest John"

## Storia

### Sviluppo
Il primo esemplare della famiglia FROG entrò in servizio nelle forze armate sovietiche nel 1957, seguito praticamente subito dal FROG-2, che differiva per l'automezzo addetto al trasporto e le minori dimensioni. Successivamente, tra il 1960 ed il 1964, furono realizzati i successivi FROG-3, 4 e 5: in sostanza, si trattava di missili identici tra loro, che differivano solo per il tipo di testata.
Nel 1965 venne introdotta l'ultima variante della famiglia, il FROG-7. In dettaglio, se ne possono distinguere due versioni principali: FROG-7A (1965) e FROG-7B (1968), che si differenziano essenzialmente per le dimensioni della sezione preposta ad ospitare la testata. In Unione Sovietica questi ultimi sostituirono tutti i razzi delle generazioni precedenti (che invece rimasero in servizio fino alla fine della guerra fredda nei Paesi satelliti del Patto di Varsavia).

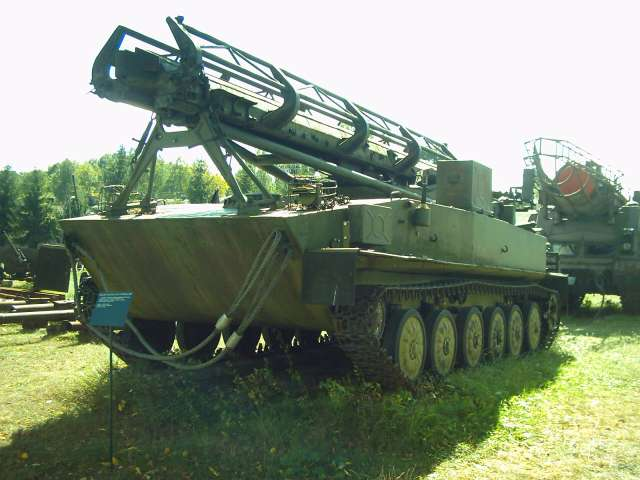
Un FROG-2 su scafo cingolato derivato dal BT-67.

Nel 1976 fu introdotto il sostituto dei FROG: l'OTR-21 Točka, un missile balistico tattico con gittata maggiorata e migliori caratteristiche generali. Il processo di sostituzione fu completato nel 1987.

### Impiego operativo
I FROG furono ampiamente utilizzati dalle forze armate sovietiche. Inquadrati in battaglioni da 4 missili (2 batterie ciascuna su 2 lanciatori e 2 veicoli per la ricarica di altri 6 missili) nella misura di uno per divisione, ne furono schierati circa 500 contro la NATO, 215 contro la Cina, 100 in Asia Occidentale e contro la Turchia e circa 75 in riserva strategica. Le versioni con testata convenzionale furono largamente esportate: Afghanistan, Algeria, Angola, Corea del Nord, Cuba, Egitto, Iraq, Libia, Serbia, Siria e Yemen sono stati (o sono tuttora) utilizzatori dei sistemi FROG (oltre ai Paesi alleati del Patto di varsavia). La Corea del Nord ne ha realizzata una copia tra il 1979 ed il 1983, e l'Iraq una versione migliorata a gittata maggiorata (90 km), chiamata Laith.
Il debutto operativo dei FROG avvenne durante l'Operazione Anadyr', riguardante lo schieramento di truppe sovietiche a Cuba. Successivamente sono stati utilizzati nel corso dei conflitti in Medio Oriente (guerra dello Yom Kippur) e dall'Iraq durante la Guerra del Golfo e la successiva invasione dell'Iraq nel 2003.
Nel 1994 risultavano in servizio 1.450 FROG-7, con 350 lanciatori mobili.

## Descrizione tecnica

### Caratteristiche generali

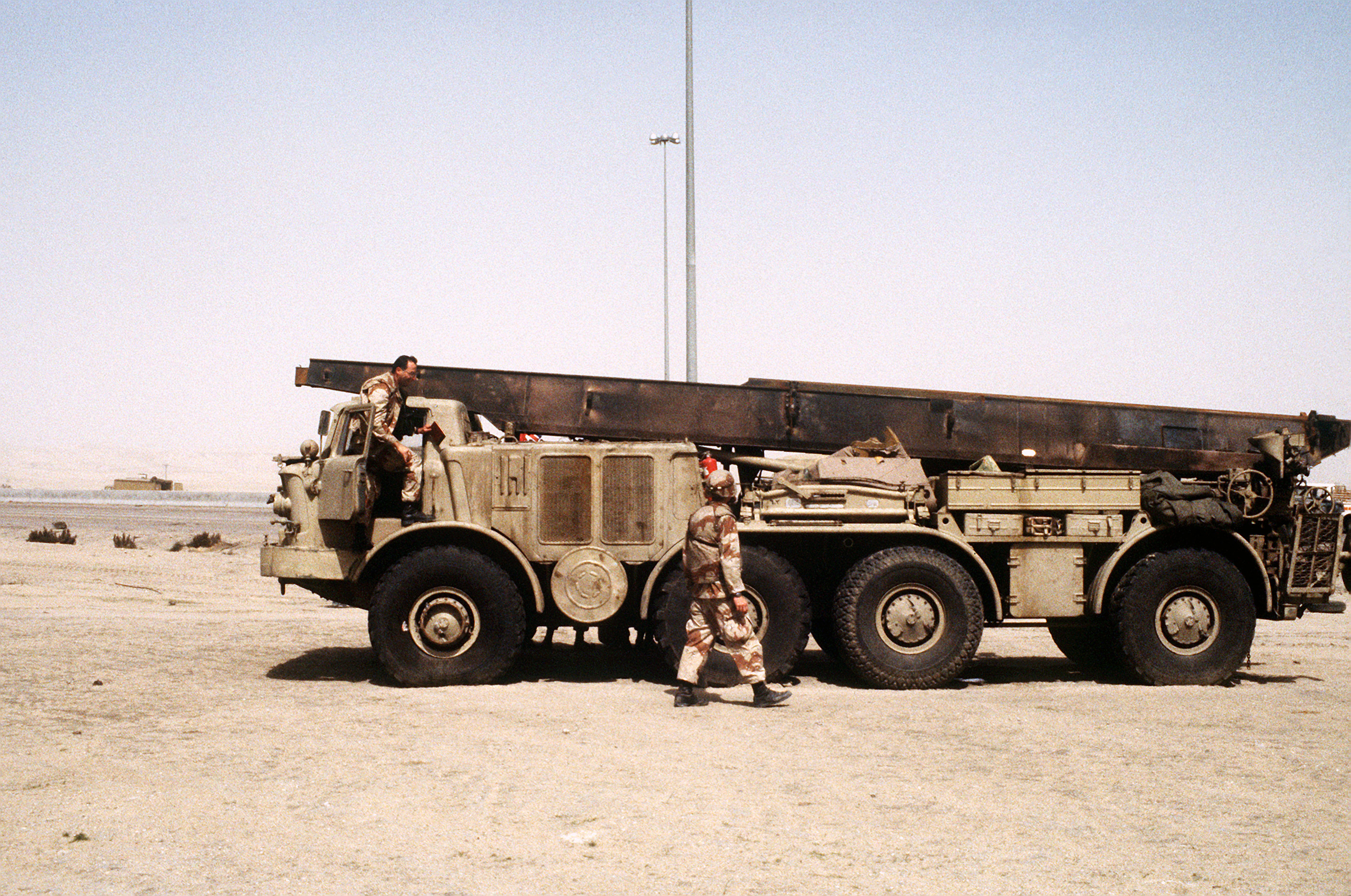
Un sistema FROG-7 su scafo ZIL-135

Il Frog è un razzo d'artiglieria pesante privo di sistema di guida, a propellente solido, controllato da 4 grandi alette caudali, con almeno 7 versioni individuate dallo spionaggio occidentale. In generale, si tratta di sistemi d'arma lunghi una decina di m e con un peso variabile compreso tra i 2.000 ed i 3.000 kg. In pratica, si tratta di un sistema di artiglieria a lungo raggio, utilizzabile tatticamente contro obiettivi militari nel caso di un conflitto in Europa (in particolare, tramite attacchi atomici contro grossi concentramenti di truppe).
Come già detto, si tratta di razzi non guidati. L'angolo e la direzione del tiro sono quindi determinati dalla posizione del lanciatore sul terreno. L'accuratezza di questi sistemi è minima (500–700 m di errore per le ultime versioni) ma la mancanza di precisione è compensabile con l'aumento del potenziale esplosivo del razzo che può trasportare anche testate nucleari. La scarsa gittata non gli consente di essere impiegato contro obiettivi strategici. Tuttavia, grazie alle rampe mobili, può essere impiegato in prima linea.
I FROG erano originariamente trasportati in lanciatori sistemati su veicoli cingolati della famiglia dei JS, poi sui carri leggeri PT-76 ed infine su veicoli ruotati ZIL-135, autocarri pesanti 8x8.
Il tipo di testata utilizzabile era variabile: poteva essere con esplosivo convenzionale (tipo HE), nucleare o chimico.

### Riepilogo delle versioni
| Dati tecnici         | FROG-1    | FROG-2   | FROG-3    | FROG-4   | FROG-5   | FROG-7         |
| -------------------- | --------- | -------- | --------- | -------- | -------- | -------------- |
| Nome russo           | 3R2 Filin | 3R1 mars | 3R10 Luna | 3R9 Luna | 3R9 Luna | R-65/70 Luna-M |
| Ingresso in servizio | 1957      | 1957     | 1960      | 1961     | ?        | 1965           |
| Massa (kg)           | 2.999     | 2.399    | 2.249     | 1.999    | 2.999    | 2.485          |
| Lunghezza (m)        | 9,76      | 8,84     | 10,49     | 10,49    | 9,12     | 9,4            |
| Larghezza (m)        | 1,07      | 0,91     | 0,61      | 0,61     | 0,91     | ?              |
| Diametro (m)         | 0,85      | 0,6      | 0,4       | 0,41     | 0,55     | 0,54           |
| Peso testata (kg)    | 500       | 500      | 450       | 250      | 450      | 550            |
| Gittata (km)         | 32        | 25       | 40        | 50       | 55       | 68/70          |
| Scafo utilizzato     | JS        | PT-76    | PT-76     | PT-76    | PT-76    | ZIL-135        |

La denominazione FROG-6 è riferita ad un simulacro utilizzato per scopi di addestramento e mai entrato in servizio, mentre FROG-8 e FROG-9 risultano non essere mai esistite (anche se non è chiaro se siano state in qualche modo assegnate).